# Фумие
Фумие (踏み絵 fumi „стъпвам върху“ + e „картина/изображение“) е образ на Исус или Дева Мария, върху който религиозните органи на Токугава шогуната на Япония изисквали заподозрени християни (Kirishitan) да стъпчат, за да се докажат че не са членове на тази забранена религия.

## История
Използването на фумие започва с гоненията на християните в Нагасаки през 1629 г. Използването им официално излива от употреба, когато пристанищата са отворени за чужденци на 13 април 1856 г., но някои бивали използва и след това, докато християнското учение не е поставено под формална защита през периода Мейджи. Обектите били известни също като еита (e-ita) или итае (ita-e)  докато принудителният тест се нарича ефуми (e-fumi). 
Японското правителство използвало фумие, за да разкрива практикуващи католици и симпатизанти. Фумие били образи на Дева Мария и Исус . Правителствени служители карали заподозрените християни да потъпчат тези изображения. Хората, които отказвали да стъпят върху образите, били идентифицирани като католици и били пращани в Нагасаки. Политиката на правителството на Едо цели да ги накара да отхвърлят вярата си, католицизма; ако обаче католиците отказват да променят религията си, те биват измъчвани. Тъй като много от тях въпреки всичко отказвали да се отрекат от религията, те били убивани от правителството. Екзекуциите понякога се случвали на планината Унган на Нагасаки, където някои били сварени живи в горещите извори.
Екзекуцията в обвинение за християнство е неофициално изоставена практика от Шогуната Токугава през 1805 г.
В Европа от осемнадесети век думите 'ефуми' и 'фумие' били достатъчно познати, за да могат авторите на художествената литература да ги споменават, когато говорят за Япония, както в „ Пътешествията на Гъливер“ на Джонатан Суифт (1726), „Гражданинът на света “ на Оливър Голдсмит (1760) и Волтер в Кандид (1759). В съвременната японска литература стъпването върху фумие е основен сюжетен елемент от романа „"Мълчание“   от Шюсаку Ендо .
Много богослови се опитват да разберат ролята на фумие за японските християни, като някои виждат стъпването върху фумие като знак на любовта и прошката на Исус Христос.
Някои тайно практикуващи християнство стъпвали върху фумие и след това поддържали тайно своите вярвания (Какуре Киришитан); имало 20 000 скрити християни в Япония, когато християнството бива отново узаконено, в сравнение с 500 000 в Нагасаки по време на разцвета на християнската вяра преди изобретяването на фумие. Професорът от университета в Окланд Марк Мълинс заключава, че „В този смисъл политиките [на фумуе] са ефективни“. Професорът от Католическия университет в Нагасаки Джуншин Саймън Хил заявява, че ако всички минали през фумие вместо това били избрали да се противопоставят на властта и да умрат, християнството нямаше да оцелее в Япония; той заявява: „Само защото някои са взели екзистенциално решение да стъпчат фумие, [...] християнството в Япония е успяло да оцелее.“ 

## Форма
Фумие обикновено се отливат от бронз, други са направени от боядисан камък, а някои са гравюри върху дървени блокове. Има сравнително малко оцелели фумие тъй като повечето са просто изхвърлени или рециклирани за други цели. Някои примери са показани от Смитсоновия институт в тяхната изложба от 2007 г. „Огромно земно кълбо: Португалия и светът през 16-ти и 17 -ти век“. 